# Balgonie Castle

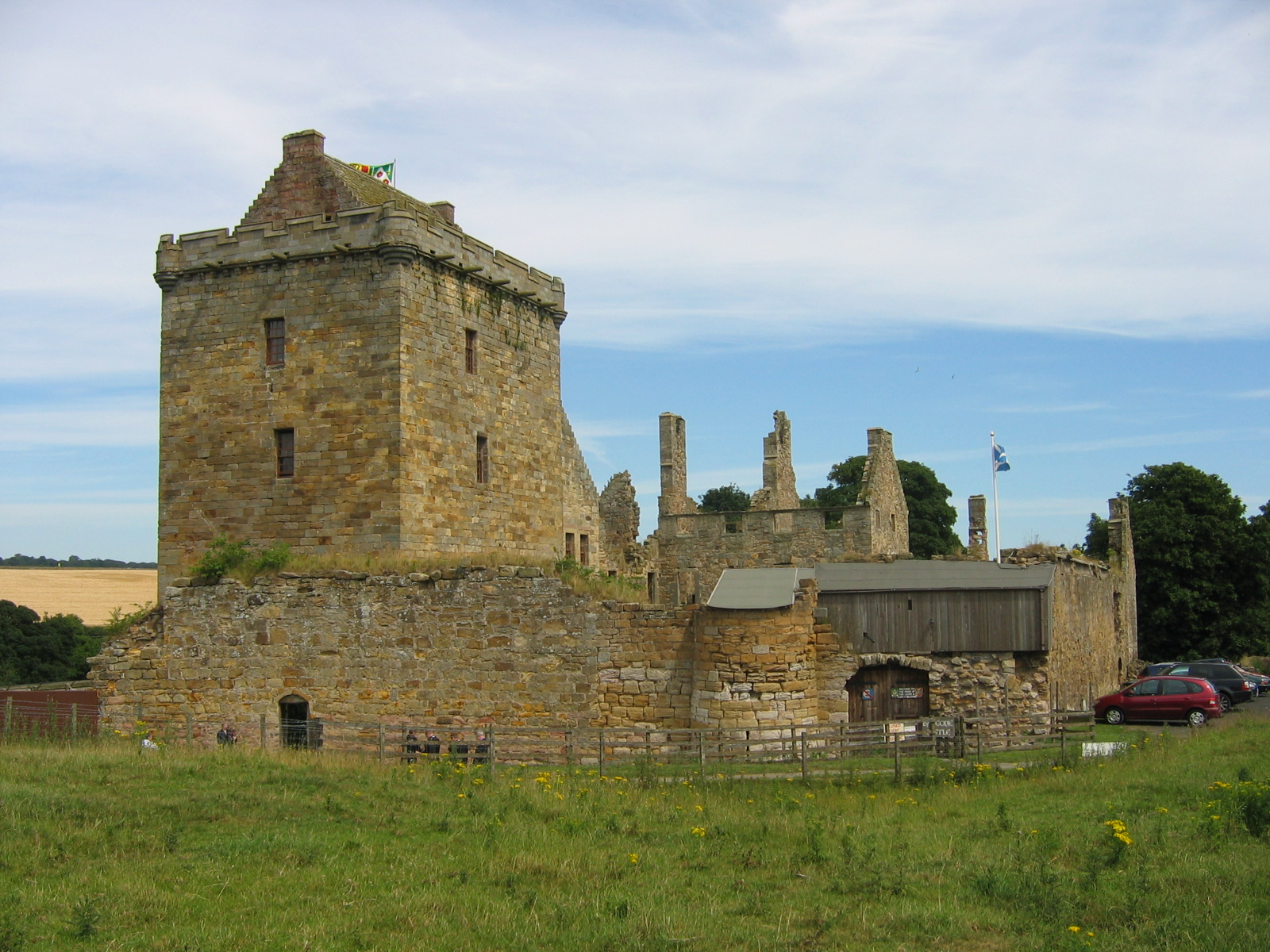
Balgonie Castle von Südwesten. Das ursprüngliche Torhaus ist auf der linken Seite zu sehen.

Balgonie Castle ist eine Burgruine am Südufer des Leven bei Milton of Balgonie, 3,5 km östlich von Glenrothes in der schottischen Council Area Fife. Der Donjon stammt aus dem 14. Jahrhundert und die anderen Gebäudeteile wurden nach und nach bis zum 18. Jahrhundert hinzugefügt. Der Donjon wurde kürzlich restauriert, aber die anderen Teile der Burg sind dachlose Ruinen.
Teile Balgonie Castles sind als Scheduled Monument klassifiziert. Des Weiteren ist es als Denkmal der Kategorie A eingestuft.

## Geschichte
Die Ländereien von Balgonie waren spätestens seit 1246 in den Händen der Familie Sibbald. Vermutlich in den 1360er-Jahren ließen die Sibbalds eine Einfriedung oder einen befestigten Hof errichten, in deren Nordwestecke ein Wohnturm stand. Die Ländereien und die Burg fielen an eine Tochter der Familie, die Sir Robert Lundie heiratete. Dieser ließ die Burg 1496, nach seiner Ernennung zum Lord Treasurer of Scotland, erweitern. Er ließ eine zweistöckige Gebäudeflucht östlich des Donjons errichten, wodurch die ein langer Rittersaal und ein Solar (privater Speisesaal für die Familie) den Wohnräumen hinzugefügt wurde. In diese Gebäudeflucht integriert wurden auch ein früherer Eckturm und die Kapelle aus dem 14. Jahrhundert. König Jakob IV. besuchte Balgonie Castle am 20. August 1496 und beschenkte die Bauhandwerker mit 18 Shilling.

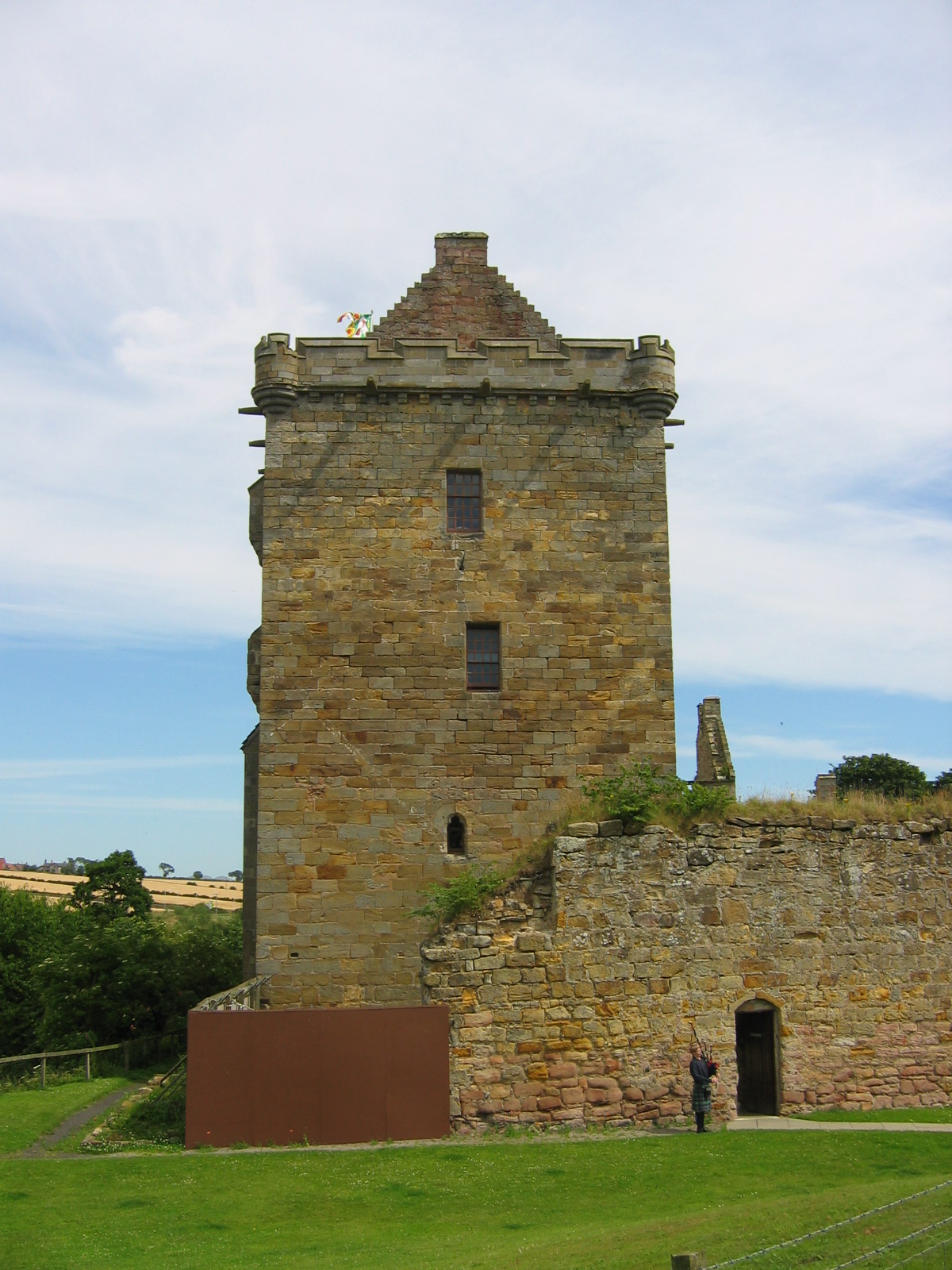
Westfassade des Wohnturms oder Donjons

1627 wurde die Burg an die Boswells verkauft, die sie 1635 an Sir Alexander Leslie weiterverkauften, einen schottischen Soldaten, der im Dreißigjährigen Krieg (1618–1648) für die schwedische Armee kämpfte, zum Rang eines Feldmarschalls aufstieg und die Covenanters in den schottischen Bischofskriegen führte. Leslie wurde 1641 zum Lord Balgonie und Earl of Leven ernannt und zog sich 1654 ins Privatleben zurück. Er ließ an seinem Heim weitere Verbesserungen anbringen, ein zweistöckiges Gebäude in der Südostecke des Hofes.

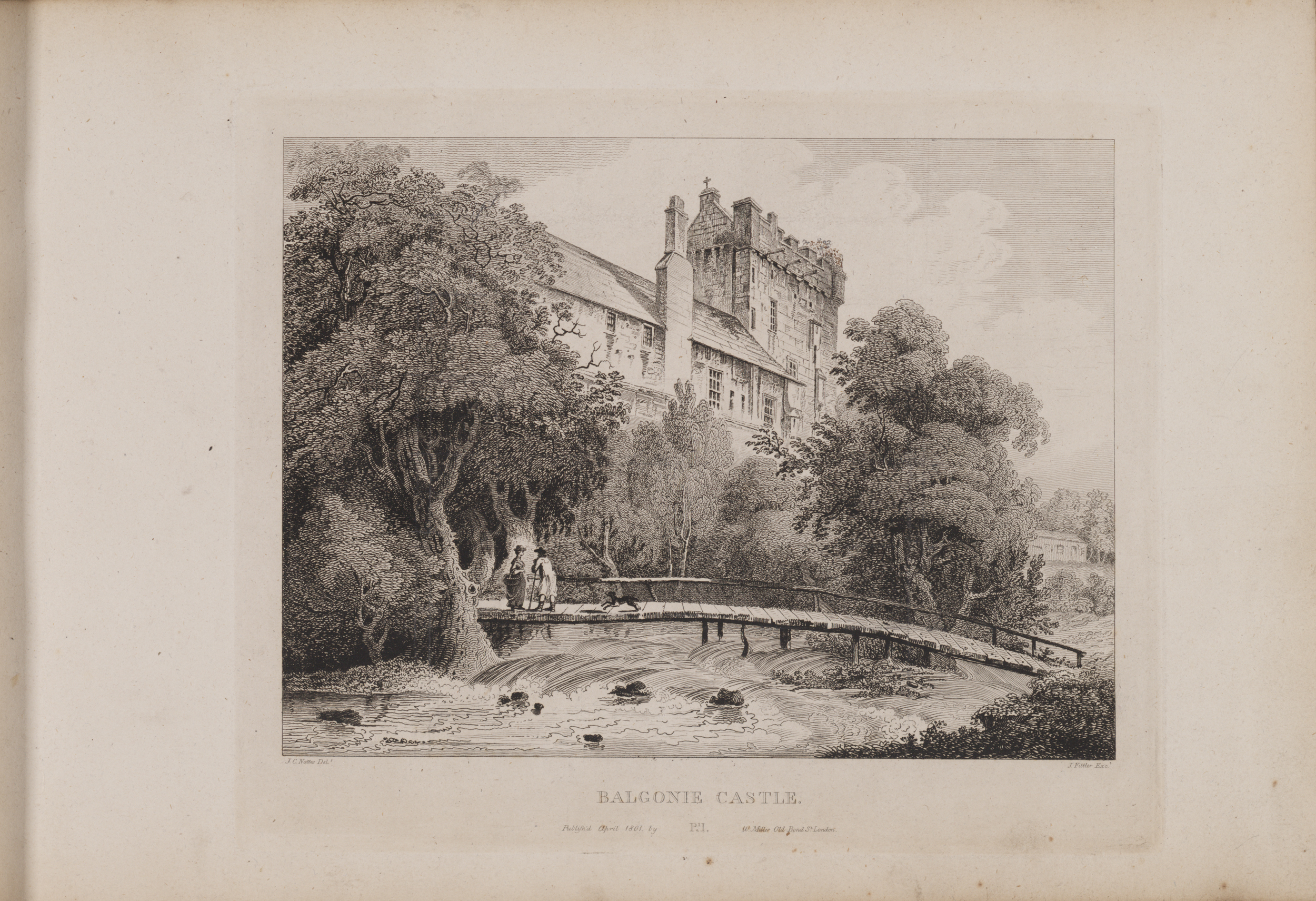
Radierung der Burg von James Fittler, von Scotia Depicta, veröffentlicht 1804.

Die Initialen „FSAL“ und „DAR“ (für Field Marshal Sir Alexander Leslie und seine Gattin, Dame Agnes Renton) wurden in den südöstlichen Block eingraviert gefunden, was den Schluss nahelegt, dass dieser vor der Erhebung Leslies zum Adligen errichtet wurde. Er ließ auch die nördliche Gebäudeflucht ein Stockwerk höher neu errichten und einen Park um die Burg anlegen, von dem noch Reste erhalten sind.
Die nächsten Änderungen ließ John Leslie, 7. Earl of Rothes, ausführen, der mit David Melville nach dem Tod des 2. Earls 1664 um das Earldom Leven stritt. Lord Rothes beauftragte John Mylne Jr., den Baumeister des Königs, mit dem Bau einer Treppe, die den Donjon und die nördliche Gebäudeflucht miteinander verband, wo ursprünglich eine hölzerne Brücke stand. Nach seinem Tod 1681 erbte David Melville Balgonie Castle zusammen mit dem Earldom of Leven. Er ließ 1706 zwei weitere Gebäudefluchten anbauen, diesmal eine dreistöckige Verbindung zwischen der nördlichen Gebäudeflucht und dem südöstlichen Block. Die Arbeiten wurden von Baumeister Gilbert Smith zu Ende geführt.
Rob Roy MacGregor nahm Balgonie Castle nach einem Überfall 1716 ein, auch wenn die Burg bald an die Melvilles zurückgegeben wurde. David Melville, 6. Earl of Leven, ließ in den 1720er-Jahren kleinere Umbauten durchführen, z. B. den Einbau von Schiebefenstern. Weitere Gebäude wurden ebenfalls im Burghof hinzugefügt.

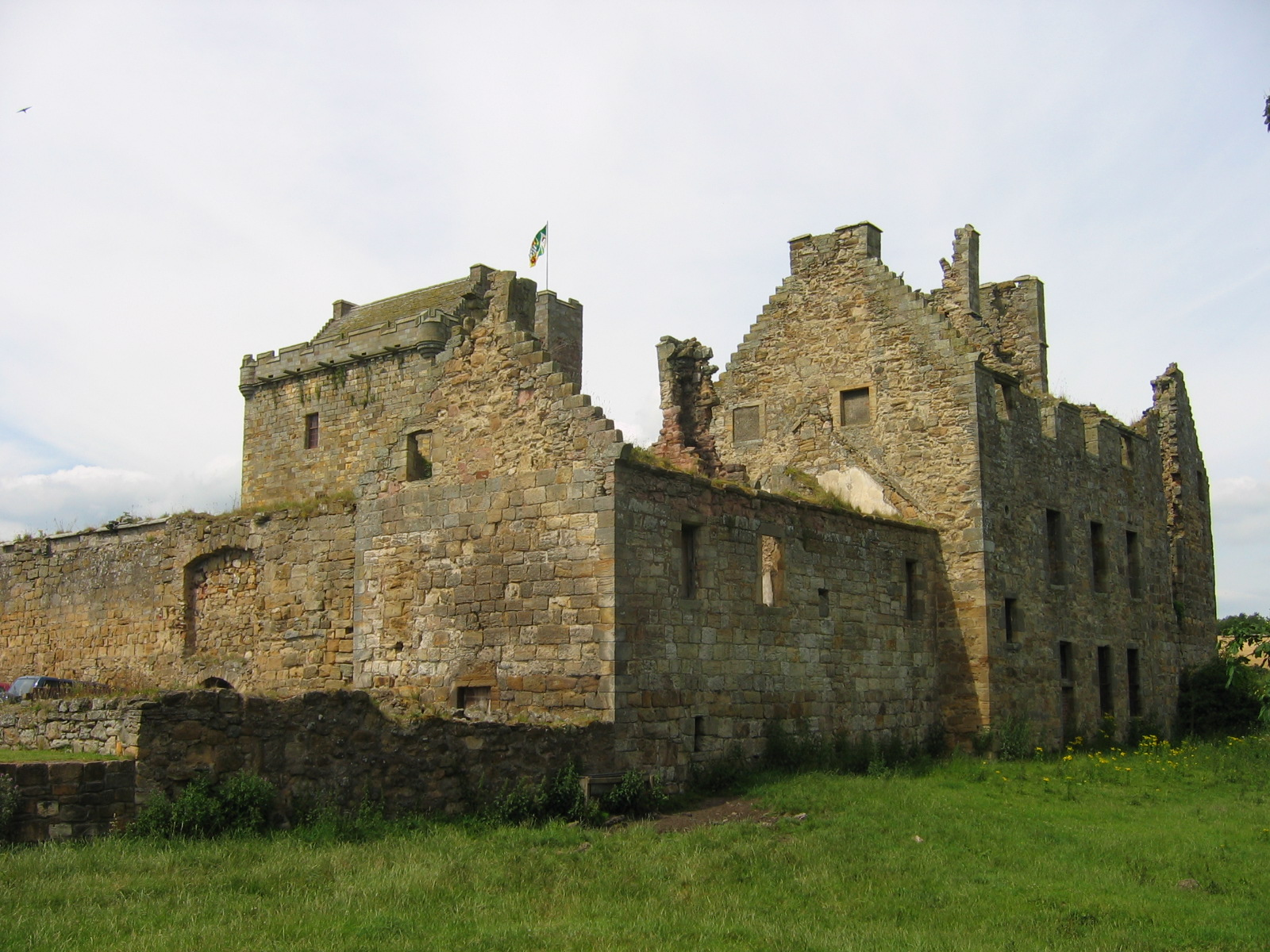
Die dachlose, östliche Gebäudeflucht

1824 wurde die Burg an James Balfour aus Whittingehame verkauft. Dies war der Vater von James Maitland Balfour und der Großvater von Arthur Balfour, 1. Earl of Balfour, der 1902–1905 britischer Premierminister war. Er konnte den fortschreitenden Verfall nicht aufhalten und Mitte des 19. Jahrhunderts wurden die Dächer entfernt, damit für das Anwesen keine Steuer mehr zu bezahlen war. In den 1960er-Jahren war die Burg Opfer von Vandalismus und erst 1971 begann die Restaurierung der Burg, die damals David Maxwell gehörte. Die Arbeiten wurden in den 1970er- und 1980er-Jahren mit europäischer Unterstützung im Rahmen des Europäischen Jahres des Architekturdenkmals 1975 fortgeführt. Donjon und Kapelle wurden seither komplett restauriert und der heutige Besitzer, Raymund Morris aus Walsall und seine Familie, leben wieder in der Burg. Die Burgruine ist öffentlich zugänglich; die restaurierte Kapelle und der Rittersaal können für Veranstaltung, wie z. B. Hochzeiten, angemietet werden. Die heutigen Eigner haben verlauten lassen, dass sie die Restaurierung der gesamten Burg fortführen wollen.

## Architektur

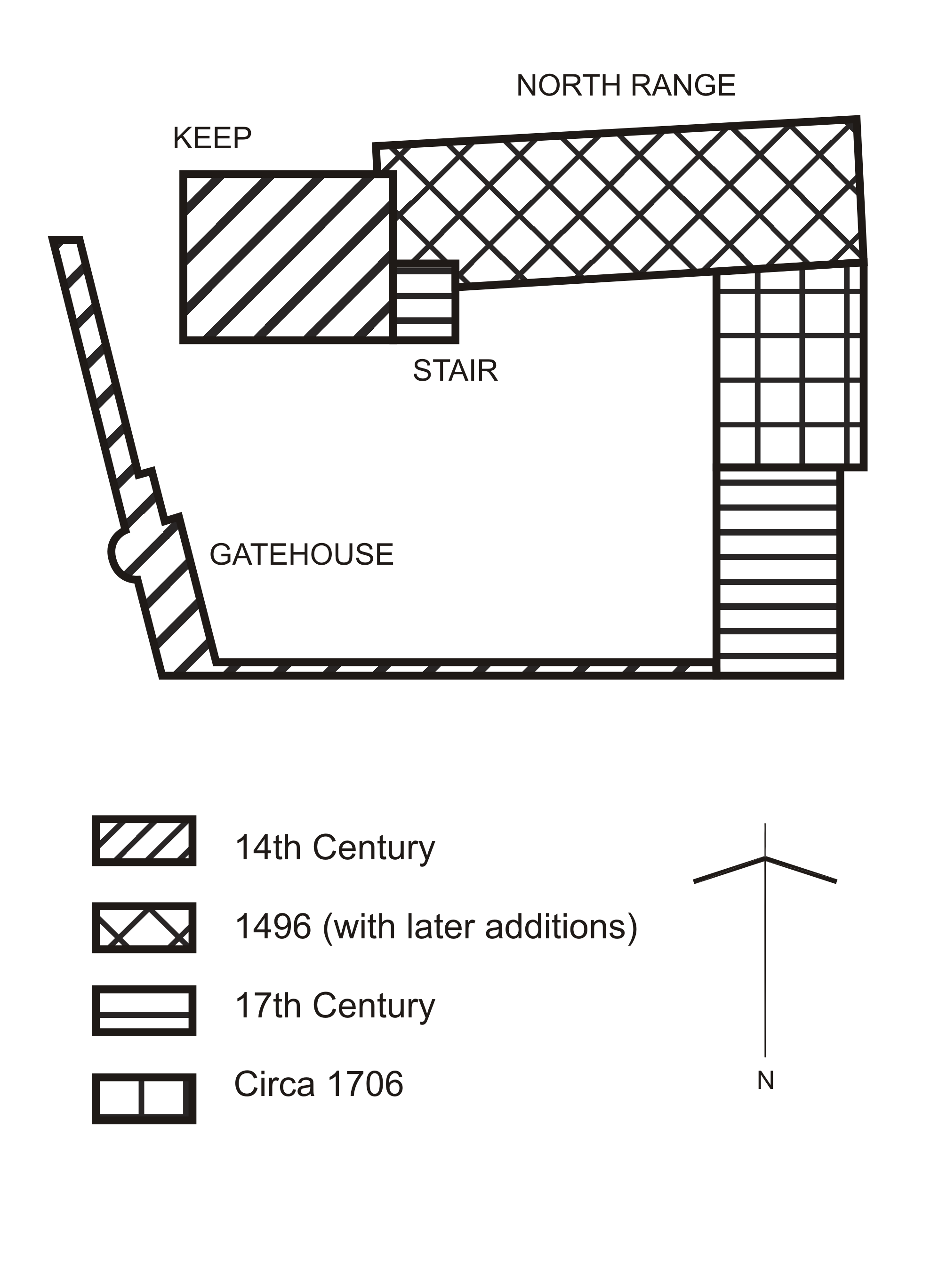
Grundriss von Balgonie Castle mit den ungefähren Baujahren

Die Burg betritt man immer noch durch das Torhaus aus dem 15. Jahrhundert. Dies ist halbverfallen, aber der Wachraum und das Gefängnis im Inneren können besichtigt werden. Das Tor öffnet sich in einen Innenhof, in dem sich ein Brunnen befindet, um den die weiteren Gebäude angeordnet sind.
Erdgeschoss und 1. Obergeschoss des Donjons sind mit Gewölbedecken ausgestattet; im 1. Obergeschoss befindet sich der Rittersaal, der ungewöhnlicherweise keinen offenen Kamin enthält. Ursprünglich war der Saal über eine verschiebbare Holztreppe erreichbar, bevor die heutige Steintreppe angebracht wurde. Über dem Rittersaal gibt es zwei weitere Geschosse, jedes mit einem offenen Kamin ausgestattet und über eine Treppe erreichbar. Der Donjon hat ein Walmdach und Stufengiebel. Der Brüstungsweg und die Regenabläufe stammen aus dem 17. Jahrhundert, ebenso wie die vergrößerten Fenster. Einige der ursprünglichen Fenster mit den Dreipassoberlichten sind noch erhalten.
Im Erdgeschoss der nördlichen Gebäudeflucht liegt die Kapelle mit Gewölbedecke; der Rest dieser Gebäudeflucht und die gesamte östliche Gebäudeflucht haben keine Dächer mehr. Nur noch die Mauern und Kamine sind übriggeblieben. Überreste früherer Bauten im Burghof wurden bei Ausgrabungen 1978 entdeckt. Es scheint, dass diese Gebäude Anfang des 17. Jahrhunderts abgerissen wurden, um weitere Bauten zu ermöglichen.
Unterhalb der Mauern der Burg sind die ausgedehnten Mauern des Rehparks erhalten, wenn auch in Teilen beschädigt. Große Bäume sind vom Landschaftsgarten aus dem 17. Jahrhundert erhalten.

## Geister
Etliche Geistererscheinungen in der Burg wurden berichtet. Ein Schreckgespenst mit Namen Green Jeanie soll der Geist eines der Pächter der Lundies sein. Ein Soldat aus dem 17. Jahrhundert, ein Hund und ein Mann mit Hut sollen ebenfalls gesehen worden sein. Ein Skelett wurde bei Bauarbeiten im Jahre 1912 im Boden des Rittersaals gefunden.